# Чесноково (Целинный район)
Чесноко́во — село в Целинном районе Алтайского края. Входит в состав Степно-Чумышского сельсовета.

## История
Основано в 1826 году. В 1928 году село состояло из 498 хозяйств, основное население — русские. В административном отношении являлось центром Чесноковского сельсовета Яминского района Бийского округа Сибирского края.

## Население
| 1926 | 1997 | 1998 | 1999 | 2000 | 2001 |
| ---- | ---- | ---- | ---- | ---- | ---- |
| 2792 | ↘270 | ↗275 | ↘269 | ↘268 | ↗270 |
| 2002 | 2003 | 2004 | 2005 | 2006 | 2007 |
| ↘242 | ↗249 | ↘210 | ↗220 | ↘193 | ↘189 |
| 2008 | 2009 | 2010 | 2011 | 2012 | 2013 |
| ↘175 | ↗189 | ↘144 | ↗147 | ↘142 | ↗143 |

### Национальный состав
Согласно результатам переписи 2002 года, в национальной структуре населения русские составляли 98 %.